# Concerto italien
Ne doit pas être confondu avec Concerto Italiano.
Le Concerto italien est le nom communément donné à une œuvre en fa majeur pour clavecin solo de Jean-Sébastien Bach dont le titre original est Concerto nach Italienischem Gusto (« Concerto dans le goût italien ») ; le catalogue des compositions de Bach par Wolfgang Schmieder l'identifie sous le numéro BWV 971.
Il constitue avec l’Ouverture française la seconde partie de la Clavier-Übung publiée en 1735 par Christoph Weigel l'Ancien, graveur et éditeur à Nuremberg : ces deux volets symbolisent les deux grandes traditions (l'italienne et la française) qui se confrontent dans l'Europe musicale au cours du XVIIIe siècle, qui influencent de façon comparable la musique allemande et que François Couperin a tenté de combiner dans Les Goûts réunis.
Le genre du concerto italien tel qu'il a été fixé principalement par Antonio Vivaldi repose sur l'opposition entre l'orchestre et l'instrument soliste, très souvent le violon, dans une composition comprenant trois parties (typiquement allegro - adagio - allegro). Bach imite cet effet en utilisant les ressources du clavecin qui permettent de restituer un tutti et un solo par le choix judicieux de la registration et, idéalement, de l'accouplement des deux claviers ; le Concerto italien est en effet l'une des œuvres de Bach qui nécessite le plus la présence de deux claviers.
Bach avait déjà abordé cette problématique une vingtaine d'années auparavant en transcrivant pour le clavecin seul 16 concertos d'après différents maîtres.
Ici, la composition est originale ; elle comporte, selon le schéma habituel trois mouvements : deux mouvements vifs en fa majeur en style de ritornello encadrant un mouvement lent très lyrique et ornementé dans le ton relatif mineur de ré.
Mouvements :
1. sans indication de tempo (i.e. Allegro)
2. Andante
3. Presto

Le Concerto italien est une des pièces pour clavier les plus connues de Bach et a donné lieu à un nombre important d'enregistrements, tant au piano qu'au clavecin.